# Гутрум
Гутрум (англ. Guthrum; умер в 890) — военачальник викингов-данов, участник датского вторжения в Британию (865—878), первый скандинавский король Восточной Англии после её завоевания норманнами (880—890).

## Биография

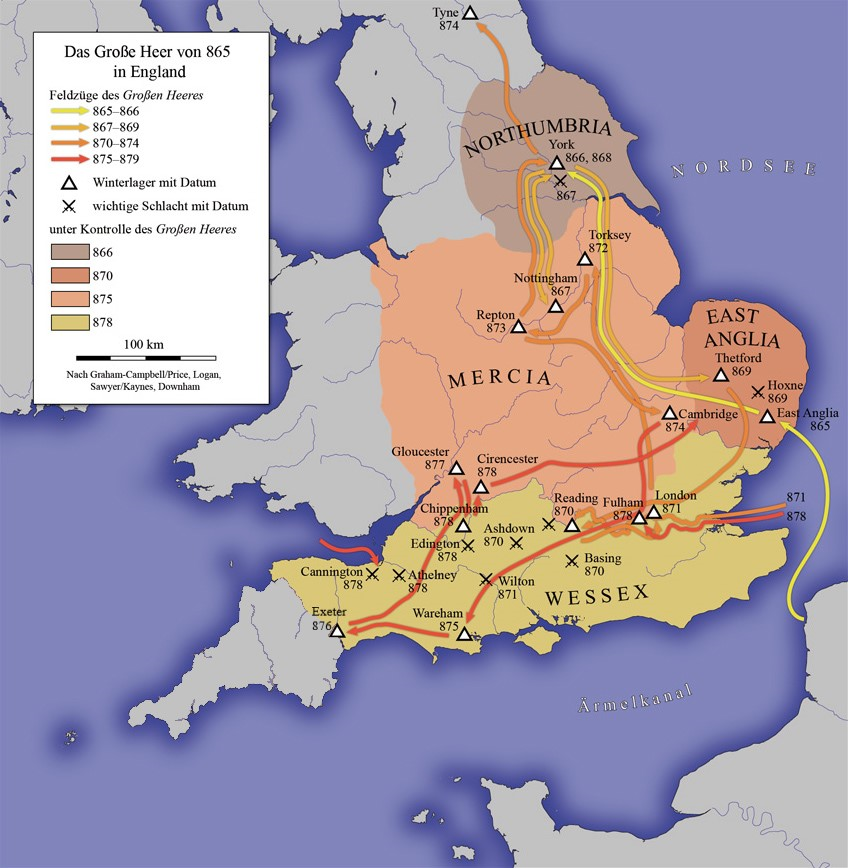
Походы «Великого войска язычников» в 865—878 годах

### Происхождение Гутрума
Происхождение Гутрума точно неизвестно. Мнение ряда датских историков о его родственных связях с королём Хедебю Хориком I не получило поддержки большинства современных историков.

### Первое упоминание о Гутруме
Предполагается, что Гутрум в числе других конунгов принял участие в начавшемся в 865 году вторжении датских викингов на земли англосаксонских королевств Уэссекс, Восточная Англия, Мерсия, Кент и Нортумбрия. Войском викингов, получившим название «Великая языческая армия», командовали два сына Рагнара Лодброка, Ивар Бескостный и Хальфдан. Вероятно, после того как в 875 году войско данов разделилось и часть его во главе с Хальфданом Рагнарссоном ушла в Нортумбрию, Гутрум получил командование над той частью викингов, которая осталась действовать в Мерсии и Восточной Англии. В этом году, согласно сообщению в «Англосаксонской хронике», большое войско данов во главе с конунгами Гутрумом, Оскетелем и Анвендом перешло из Рептона в Кембридж и провела здесь следующую зиму — это первое упоминание о Гутруме в англосаксонских исторических источниках.

### Военные действия 876—877 годов
Весной 876 года Гутрум начал военные действия против Уэссекса: во главе флота он приплыл к Пул Харбору в Дорсете и соединился здесь с войском викингов, ранее высадившимся на побережье между реками Фроум и Трент. Сюда же подошло и уэссекское войско, которым командовал король Альфред Великий. В произошедшем около Уэрхема бою между данами и англосаксами победу, вероятно, одержало войско короля Альфреда, так как уэссексам удалось захватить укреплённый лагерь викингов. Однако, видя, что войско противника ещё очень сильно, король Уэссекса предпочёл вступить с викингами в переговоры, результатом которых стало заключение между данами и англосаксами перемирия: стороны обменялись заложниками, Альфред выплатил викингам неизвестную сумму денег в качестве отступного, а сами даны поклялись, что незамедлительно уйдут из Уэссекса. Но они не сдержали данной ими клятвы и в одну из ближайших ночей напали на стоявшее лагерем конное войско уэссексцев, убили почти всех и беспрепятственно ушли в Девоншир. Здесь они захватили город Эксетер, в котором зазимовали.
Первую половину 877 года войско данов провело в Эксетере, но осенью часть воинов во главе с Гутрумом выступила в поход на Мерсию, разграбив те её области, которые не подчинялись власти ставленника викингов, короля Кёлвульфа II. Воспользовавшись ослаблением сил данов в Девоншире, Альфред Великий собрал войско и осадил Эксетер. Уэссекский флот заблокировал городскую гавань и воспрепятствовал флоту викингов из 120 кораблей оказать помощь осаждённым. Узнав об этом, даны были вынуждены начать переговоры с королём Альфредом, дать ему заложников и покинуть Эксетер. Они двинулись в Мерсию, где, соединившись с войском Гутрума, произвели раздел между собой бо́льшей части земель этого королевства, оставив Кёлвульфу II лишь его западные области.

### Военные действия 878 года

#### Нападение войска Гутрума на Уэссекс
В самом конце 877 года Гутрум начал подготовку к новому походу в Уэссекс. Собрав войско в Глостере, он в первые дни следующего года скрытно провёл своих воинов к вилле Чиппенхем в Уилтшире, где Альфред Великий праздновал рождественские праздники и в ночь на день Крещения неожиданно атаковал королевскую резиденцию. Уэссексцы не смогли оказать серьёзного сопротивления и были разбиты. Альфред лишь с немногими приближёнными смог спастись бегством и укрыться в сомерсетских лесах и болотах, в то время как даны за короткое время установили свой контроль почти над всей территорией Уэссекского королевства.

#### Битва при Этандуне
Несмотря на потерю бо́льшей части своего королевства, Альфред не прекратил оказывать сопротивление завоевателям: в Девоне соммерсетскому ополчению удалось разбить войско данов, которым командовал Убба Рагнарссон, а после Пасхи в Этельни была возведена крепость, из которой воины Альфреда Великого совершали нападения на викингов. В мае по приказу короля у «Камня Эгберта» (современный Брикстон Деверилл в Уилтшире) собрались фирды из Сомерсетшира, Уилтшира и Гэмпшира. Войско уэссексцев двинулось к Этандуну (современный Эдингтон), где находился укреплённый лагерь Гутрума. В произошедшем между 6 и 12 мая сражением между англосаксами и данами победу одержало войско короля Альфреда. Понеся очень тяжёлые потери, оставшиеся в живых викинги отступили к своему лагерю, который был осаждён уэссексцами. Осада продолжалась 14 дней, но только после того как среди викингов начался голод, Гутрум вступил в переговоры с Альфредом Великим. Король Уэссекса выдвинул условиями перемирия с данами выдачу ему заложников по его усмотрению и крещение Гутрума, что викинги обещали исполнить. После того, как даны дали соответствующие клятвы, Альфред отвёл своё войско от их лагеря.

#### Крещение Гутрума

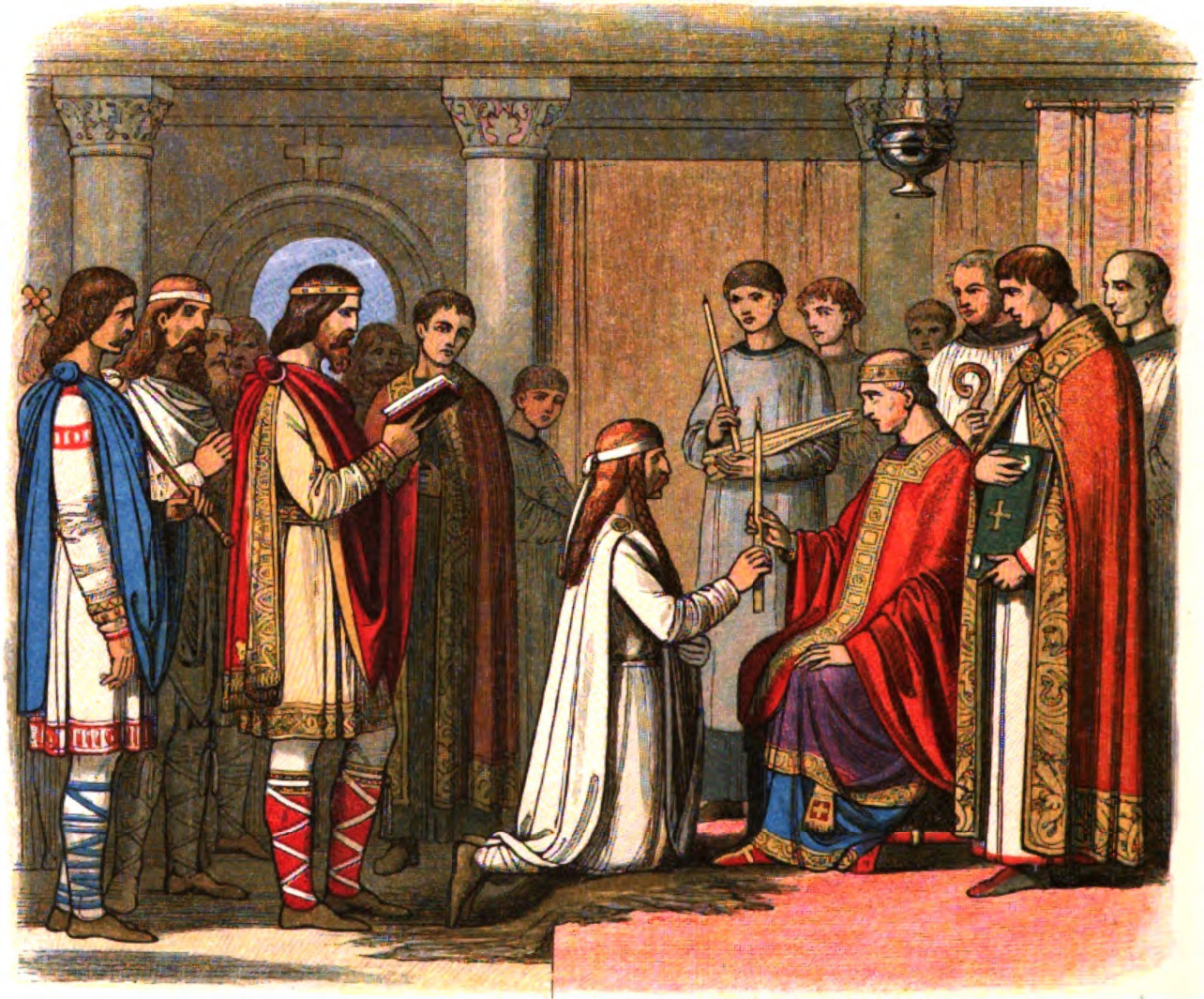
Крещение Гутрума.
Миниатюра Дж. Дойла из «A Chronicle of England: B.C. 55 — A.D. 1485» (1864 год)

Исполняя условия перемирия, некоторое время спустя Гутрум вместе с тридцатью своими приближёнными приехал в Эллер около Этельни, где находился король Альфред. Здесь же, по свидетельству «Англосаксонской хроники», состоялось и крещение Гутрума, хотя Ассер писал, что это произошло только спустя восемь дней на королевской вилле в Уэдморе (в Сомерсете). Крёстным отцом предводителя данов стал сам правитель Уэссекса, давший своему крестнику христианское имя Этельстан, которое носил самый старший из его братьев, сыновей короля Этельвульфа.
Переехав вместе с Альфредом Великим из Эллера в Уэдмор, Гутрум ещё двенадцать дней оставался гостем при дворе короля Уэссекса. К этому времени некоторые историки относят заключение так называемого Уэдморского договора, как предполагается, определившего основы дальнейших взаимоотношений Уэссекского королевства с викингами, контролировавшими бо́льшую часть современной Англии. После повторения взаимных клятв о верности миру, Гутрум, получив от уэссекского короля богатые дары, возвратился к своему войску, расположившемуся на зимовку в Чиппенхеме.

### Гутрум — король Восточной Англии

#### Провозглашение королём

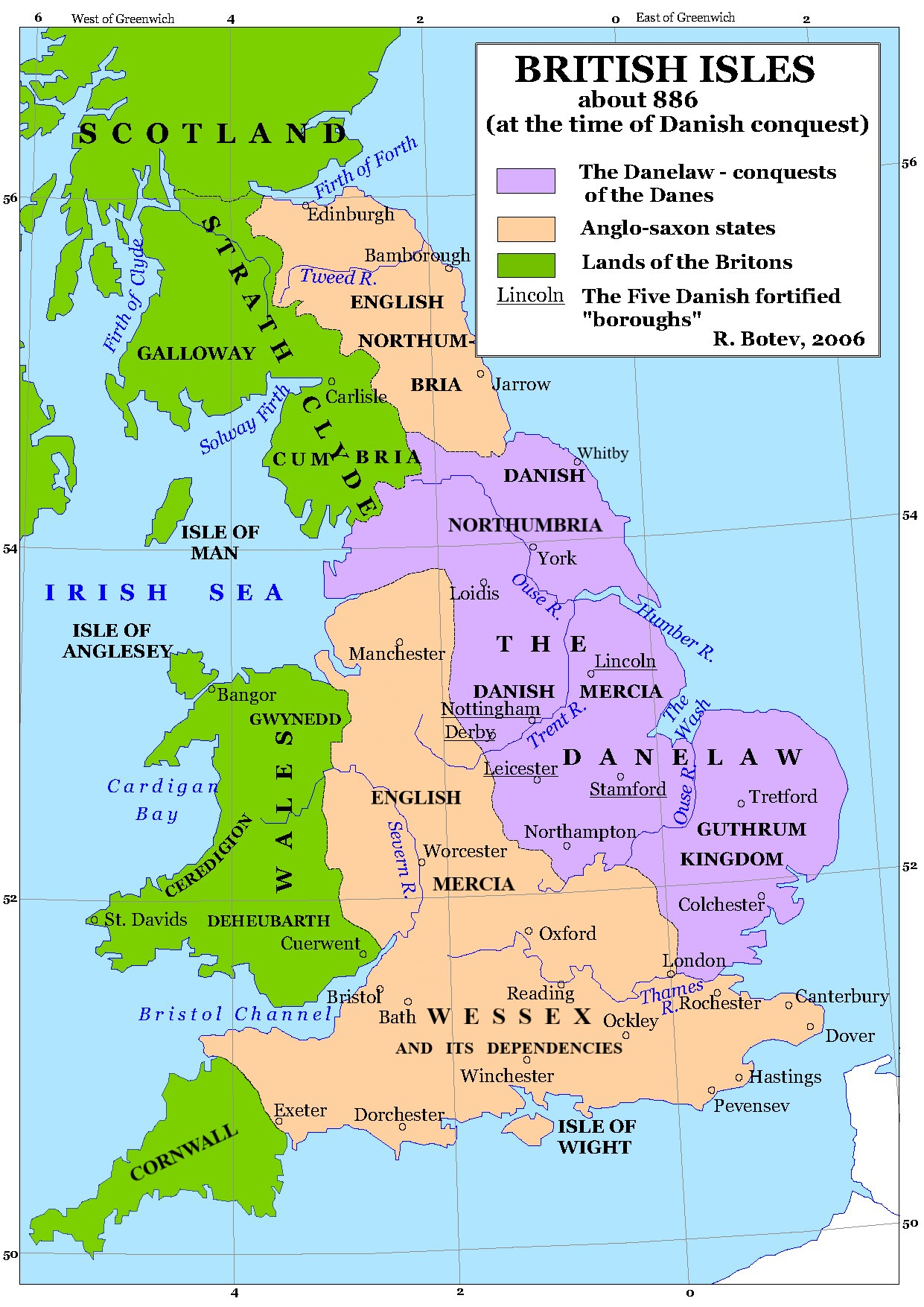
Британия после договора между Альфредом Великим и Гутрумом

Весь 879 год войско данов провело в своем лагере в Чичестере, куда оно пришло из Чиппенхема. Здесь к ним присоединилось ещё несколько отрядов викингов, высадившихся в устье Темзы и зазимовавших в Фулеме. В 880 году Гутрум выступил из Суссекса в поход на Восточную Англию. Точно неизвестно, правили ли этими землями ещё короли Освальд и Этельред II, или они уже не имели правителя, но, прибыв сюда, войско данов провозгласило Гутрума своим королём и разделило между собой земли Восточноанглийского королевства. Таким образом на территории современной Англии возникло второе, после королевства Йорвик, государство викингов и были заложены основы области датского права. Однако не всем норманнам была по душе оседлая жизнь земледельца или ремесленника и часть данов из числа тех, кто присоединился к войску Гутрума в прошлом году, отплыла для продолжения грабежей во Фландрию.

#### Новый конфликт с Уэссексом
Мир между данами Восточной Англии и Уэссексом просуществовал недолго: в 884 или в 885 году войско викингов из Лотарингии приплыло в Британию и осадило Рочестер, однако жителям удалось продержаться за городскими стенами до прихода уэссекского войска. Узнав о приближении короля Альфреда, викинги отступили, бросив свой лагерь, и вскоре возвратились обратно на континент. Хроники не сообщают, было ли это нападение сделано по договору с Гутрумом, но историки предполагают, на основе анализа последующих событий, что король Восточной Англии был причастен к этому. В ответ на вторжение, Альфред Великий послал свой флот разграбить восточноанглийское побережье: сначала уэссексцам сопутствовал успех и им удалось захватить в устье Стура 16 кораблей данов, но на обратном пути флот англосаксов был атакован большим флотом викингов и потерпел поражение. Также в этом году войско Гутрума совершило набег на территорию Уэссекского королевства, но в 886 году королю Альфреду удалось отвоевать у данов Лондон.
Вероятно, потеря Лондона заставила Гутрума вступить с Альфредом Великим в переговоры о мире. Неизвестно, когда точно был заключён этот договор. Его текст сохранился до наших дней. В этом соглашении устанавливались точные границы между Восточной Англией и Уэссексом, а также определялись наказания за некоторые уголовные преступления.

#### Последние годы
О последних годах жизни Гутрума, проведённых в мире с Уэссексом, почти ничего не известно. Несмотря на то, что большинство его подданных-данов продолжали придерживаться своих традиционных верований, сам Гутрум, вероятно, очень серьёзно воспринял акт своего крещения. Именно к последним годам его жизни относятся сведения о большом почитании им святого Эдмунда, погибшего от рук викингов, и чеканке монет, в легенде которых использовалось его христианское имя, данное ему при крещении в 878 году — Этельстан.
Король Гутрум умер в 890 году. Новым правителем Восточной Англии стал король Эохрик, возможно, сын скончавшегося монарха.

## Гутрум в современном искусстве
В 1969 году британский режиссёр Клайв Доннел снял художественный фильм «Альфред Великий», в котором роль Гутрума исполнил тогда ещё молодой актёр Майкл Йорк. Позднее Гутрум фигурировал ещё в двух фильмах (1975 и 2006 годов).
Гутрум — один из основных персонажей сериала «Последнее королевство». Роль исполняет Т. В. Габриэльссон.